# Rezijanski jezik
Rezijanski jezik (slov.: Rezijanščina, svoje ime rozajanski langač ili lengač, tal.: Lingua resiana, furl.: Rosean) je autonomno narječje slovenskog jezika, kojim govori oko 1.500-3.000 ljudi, ponajviše u Reziji (Italija). Neki talijanski nacionalistički krugovi tvrde, da je rezijanski samostalan jezik i da nije slavenski, nego romanski jezik. Zbog izolacije rezijanskog narječja, njegova fonetika značajno se razlikuje od slovenskih narječja. 
Rezijansko narječje ima mnogo talijanskih, furlanskih i venetskih riječi i sačuvao je arhaizme. Rezijanski je jedino narječje slovenskog jezika, koje je sačuvalo aorist. Govornici drugih slovenskih narječjima ne mogu ga razumjeti.
Rezijanski je djelimice standardiziran. Prvi rezijanski pisani dokument je rezijanski Oče naš iz Bile. 2008. godine izlaze i rezijanske novine Näš glas.

## Vanjske poveznice
- Resianic homepage  Arhivirana inačica izvorne stranice od 6. svibnja 2006. (Wayback Machine)